# Europas Leichtathlet des Jahres
Die Wahl von Europas Leichtathleten des Jahres wird vom Europäischen Leichtathletikverband (EAA) durchgeführt.

## Geschichte
Sie fand erstmals 1993 in den Kategorien Männer und Frauen statt. Seit 2007 werden zusätzlich für den U23-Bereich die Aufsteiger des Jahres ausgezeichnet. Die Gewinner werden von Fans, Medienvertretern, Mitgliederverbänden und einem Expertengremium gewählt, die je 25 Prozent Stimmengewicht haben.
Die Dreispringer Jonathan Edwards und Christian Olsson, der Speerwerfer Jan Železný, die Siebenkämpferin Carolina Klüft, die Stabhochspringerin Jelena Issinbajewa, die 
Hochspringerin Blanka Vlašić, der Langstreckenläufer Mo Farah und die Sprinterin Dafne Schippers sowie der Hürdenläufer Karsten Warholm wurden zweimal ausgezeichnet.

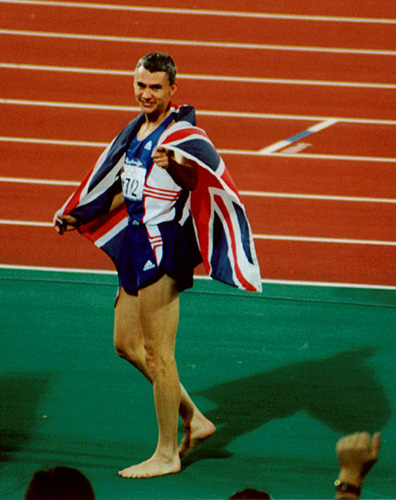
Jonathan Edwards, 1995 und 1998
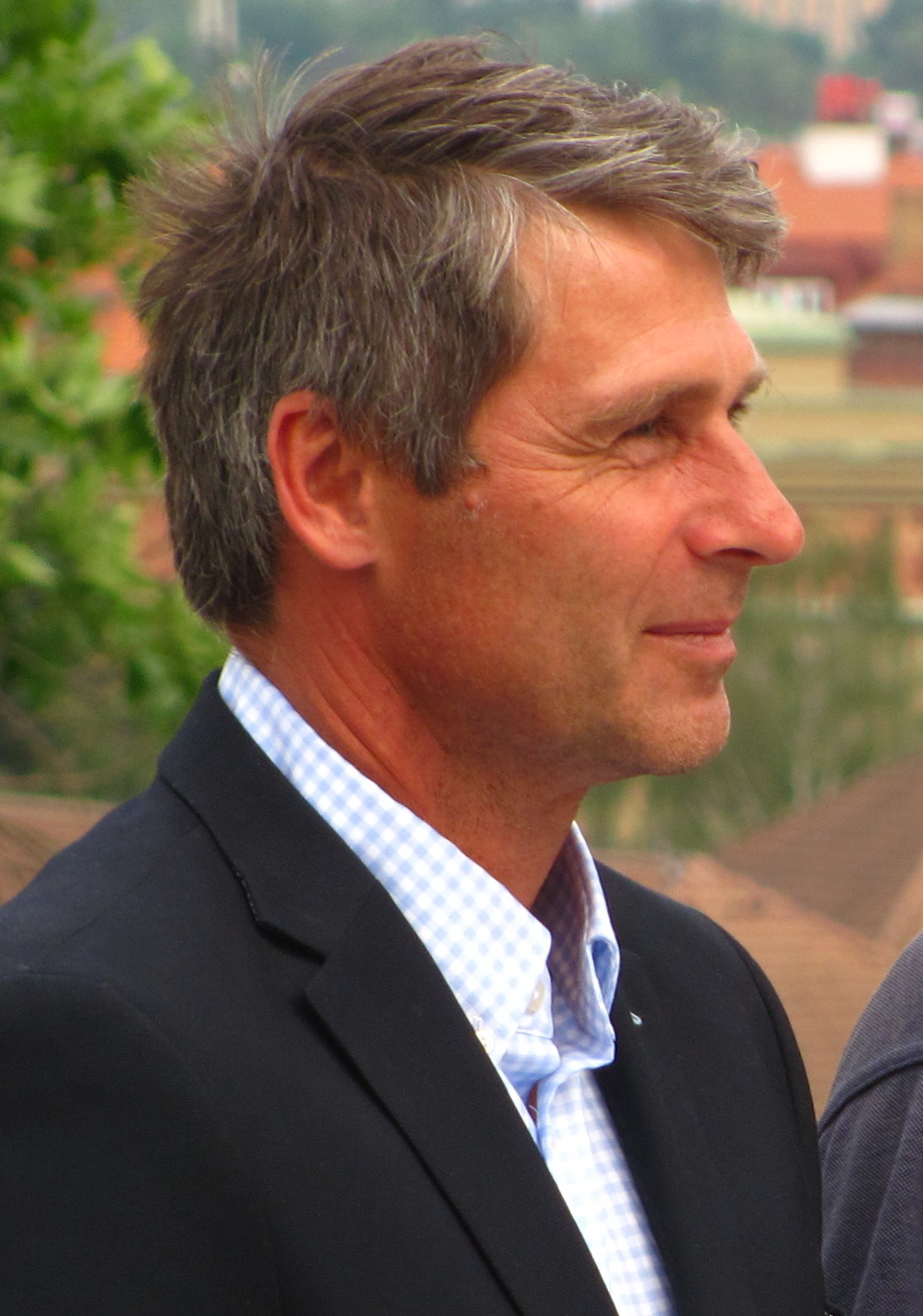
Jan Železný, 1996 und 2000
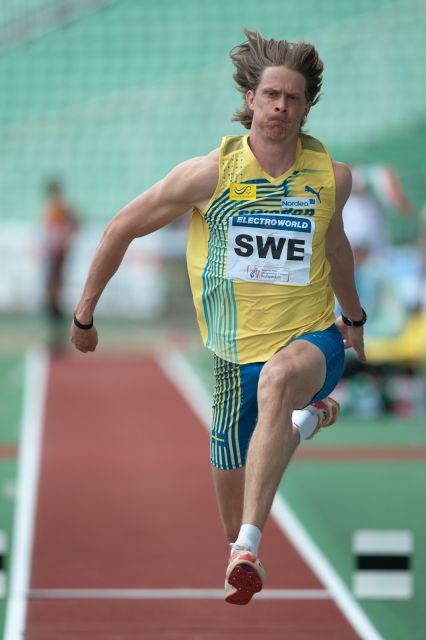
Christian Olsson, 2003 und 2004
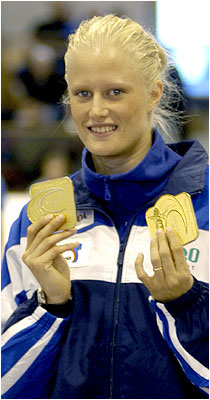
Carolina Klüft, 2003 und 2006
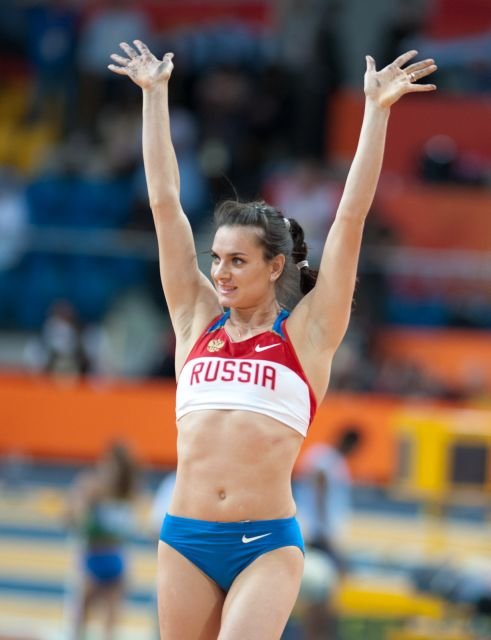
Jelena Issinbajewa, 2005 und 2008
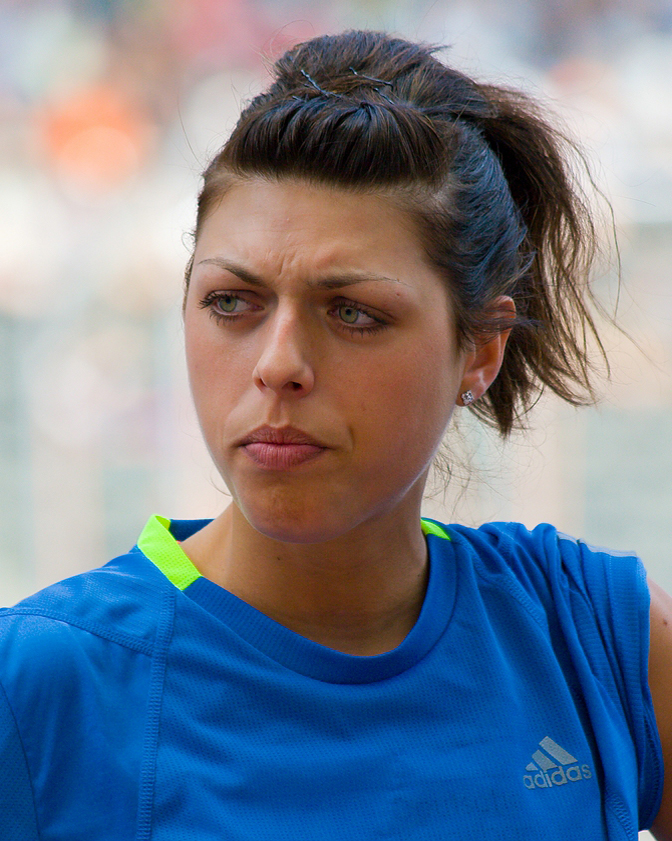
Blanka Vlašić, 2007 und 2010
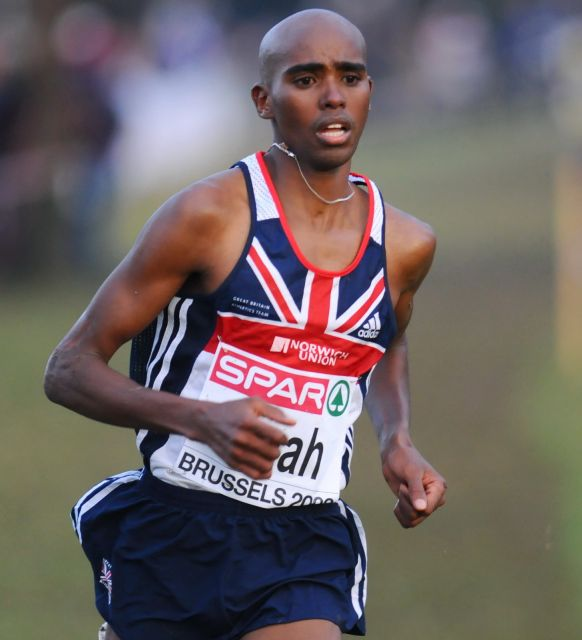
Mo Farah, 2011, 2012 und 2016
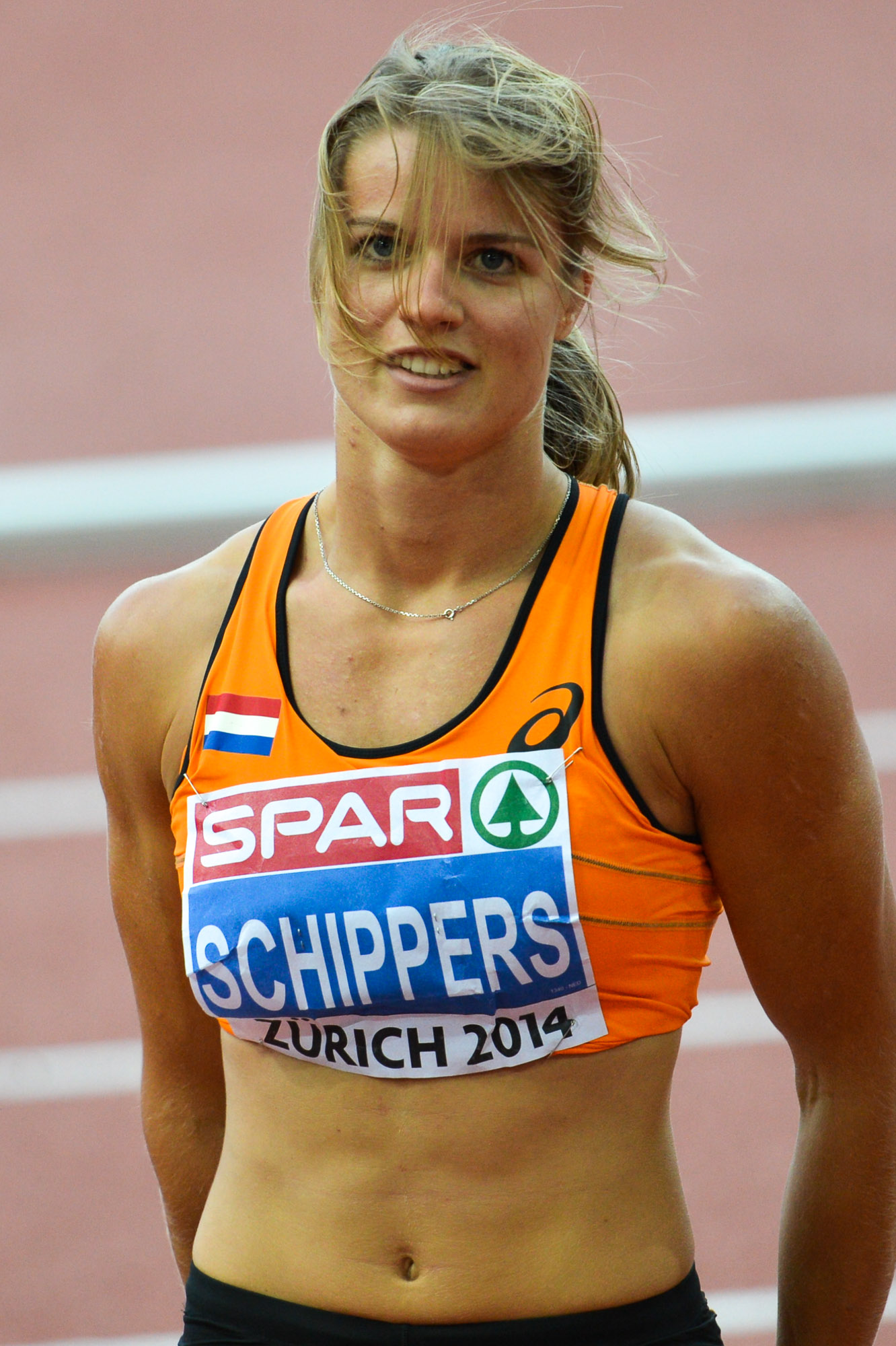
Dafne Schippers, 2014 und 2015
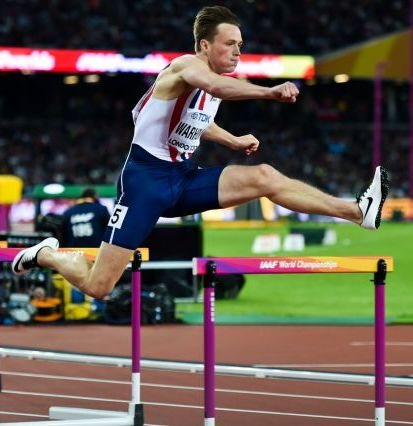
Karsten Warholm, 2019 und 2021

## Leichtathleten des Jahres
| Jahr | Männer                              | Frauen                |
| ---- | ----------------------------------- | --------------------- |
| 1993 | Linford Christie                    | Sally Gunnell         |
| 1994 | Colin Jackson                       | Irina Priwalowa       |
| 1995 | Jonathan Edwards                    | Sonia O’Sullivan      |
| 1996 | Jan Železný                         | Swetlana Masterkowa   |
| 1997 | Wilson Kipketer                     | Astrid Kumbernuss     |
| 1998 | Jonathan Edwards                    | Christine Arron       |
| 1999 | Tomáš Dvořák                        | Gabriela Szabo        |
| 2000 | Jan Železný                         | Trine Hattestad       |
| 2001 | André Bucher                        | Stephanie Graf        |
| 2002 | Dwain Chambers                      | Süreyya Ayhan         |
| 2003 | Christian Olsson                    | Carolina Klüft        |
| 2004 | Christian Olsson                    | Kelly Holmes          |
| 2005 | Virgilijus Alekna                   | Jelena Issinbajewa    |
| 2006 | Francis Obikwelu                    | Carolina Klüft        |
| 2007 | Tero Pitkämäki                      | Blanka Vlašić         |
| 2008 | Andreas Thorkildsen                 | Jelena Issinbajewa    |
| 2009 | Phillips Idowu                      | Marta Domínguez       |
| 2010 | Christophe Lemaitre                 | Blanka Vlašić         |
| 2011 | Mo Farah                            | Marija Sawinowa       |
| 2012 | Mo Farah                            | Jessica Ennis         |
| 2013 | Bohdan Bondarenko                   | Zuzana Hejnová        |
| 2014 | Renaud Lavillenie                   | Dafne Schippers       |
| 2015 | Greg Rutherford                     | Dafne Schippers       |
| 2016 | Mo Farah                            | Ruth Beitia           |
| 2017 | Johannes Vetter                     | Katerina Stefanidi    |
| 2018 | Kevin Mayer                         | Dina Asher-Smith      |
| 2019 | Karsten Warholm                     | Marija Lassizkene     |
| 2020 | -                                   | -                     |
| 2021 | Karsten Warholm                     | Sifan Hassan          |
| 2022 | Armand Duplantis Jakob Ingebrigtsen | Femke Bol             |
| 2023 | Jakob Ingebrigtsen                  | Femke Bol             |
| 2024 | Armand Duplantis                    | Jaroslawa Mahutschich |

## Aufsteiger des Jahres
| Jahr | Männer                              | Frauen                    |
| ---- | ----------------------------------- | ------------------------- |
| 2007 | Andrew Howe                         | Jessica Ennis             |
| 2008 | Raphael Holzdeppe                   | Stephanie Twell           |
| 2009 | Christophe Lemaitre                 | Karoline Bjerkeli Grøvdal |
| 2010 | Teddy Tamgho                        | Sandra Perković           |
| 2011 | David Storl                         | Jodie Williams            |
| 2012 | Pavel Maslák                        | Angelica Bengtsson        |
| 2013 | Emir Bekrić                         | Aníta Hinriksdóttir       |
| 2014 | Adam Gemili                         | Marija Kutschina          |
| 2015 | Konrad Bukowiecki                   | Noemi Zbären              |
| 2016 | Max Heß                             | Nafissatou Thiam          |
| 2017 | Karsten Warholm                     | Julija Lewtschenko        |
| 2018 | Armand Duplantis Jakob Ingebrigtsen | Elwira Herman             |
| 2019 | Niklas Kaul                         | Jaroslawa Mahutschich     |
| 2020 | -                                   | -                         |
| 2021 | Sasha Zhoya                         | Femke Bol                 |
| 2022 | Mykolas Alekna                      | Elina Tzengko             |
| 2023 | Mattia Furlani                      | Angelina Topić            |
| 2024 | Niels Laros                         | Adriana Vilagoš           |